# Gautier Giffard
Gautier Giffard (engl. Walter Giffard, genannt Giffard of Barbastre, lat. Galterius/Walterius Giffardus, † vor 1085), Seigneur de Longueville in der Normandie, war ein normannischer Baron, Angehöriger der Familie Giffard, Tenant-in-chief in England, christlicher Ritter, der auf der Iberischen Halbinsel gegen die Sarazenen kämpfte, sowie einer von 15 Begleitern Wilhelms des Eroberers in der Schlacht von Hastings 1066.

## Leben
Gautier Giffard war der Sohn von Osbern de Bolbec, Seigneur de Longueville, und Avelina, Schwester Gunnoras. Somit war er ein Vetter von Wilhelm dem Eroberer.
Ab Mitte der 1040er Jahre erscheint Gautiers Name unter den treuen Unterstützern von Wilhelm dem Eroberer. Gautier gehörte zu den normannischen Baronen, die in der Schlacht von Mortemer Ende 1054 die Grafen Odo und Renaud, die das französische Kontingent anführten, um die Normandie von Osten aus anzugreifen, überraschten und besiegten. Insbesondere stießen er und ein anderer großer Vasall auf Odos Armee Betrunkener, die im Dorf Mortemer lagerten, ohne Posten aufzustellen. Die Normannen griffen die Franzosen im Schlaf an, die meisten wurden getötet oder gefangen genommen. Während Odo selbst flüchtete, zog sich König Heinrich I. von Frankreich, als er vom Schicksal der Armee seines Bruders Odo erfuhr, unverzüglich aus der Normandie zurück. Im gleichen Jahr 1054 war Gautier für die Aufrechterhaltung der Belagerung der Burg von Arques-la-Bataille gegen Wilhelm von Talou verantwortlich, der gegen den Herzog rebelliert hatte.
Wie viele andere normannische und französische Ritter während des 11. und frühen 12. Jahrhunderts diente Gautier auf der Iberischen Halbinsel als christlicher Ritter gegen die Sarazenen. Sein Beiname de Barbastre wurde verdient, als er an der Belagerung von Barbastro teilnahm, einem von Papst Alexander II. gegen die Mauren im Jahr 1064 sanktionierten Unternehmen, einer der berühmtesten Heldentaten dieser Zeit.
Zur Zeit der Eroberung Englands war Walter mit einem Geschenk des „Königs von Spanien“ für Herzog Wilhelm, einem prächtigen Kriegspferd, in die Normandie zurückgekehrt – demselben Pferd, das Herzog Wilhelm am Morgen der Schlacht von Hastings anforderte. Der in Rede stehende spanische König war aller Wahrscheinlichkeit nach Sancho Ramírez, König von Aragón (1093–1094), der dafür bekannt war, Bündnisse in Nordfrankreich zu schließen und von dort Ritter und Soldaten zu rekrutieren. Gautier war auch einer der ersten, wenn nicht der erste in England, der nach Santiago de Compostela pilgerte, was er nach der Belagerung von Barbastro und vor seiner Rückkehr in die Normandie tat.
Anfang Januar 1066, nachdem Herzog Wilhelm die Nachricht von der Krönung von Harold Godwinson zum König von England erhalten hatte, berief er ein Treffen ein, den „Rat von Lillebonne“, zu dem sechs seiner wichtigsten Magnaten gehörten, darunter Gautier Giffard. Nachdem er ihnen von seinem Plan berichtet hatte, in England einzudringen und die Krone zu erringen, sagten ihm alle ihre volle Unterstützung zu, schlugen jedoch vor, er solle alle seine Vasallen zusammenrufen, was Wilhelm dann tat. In der Vorbereitungsphase zur Schlacht von Hastings war Gautier einer der normannischen Magnaten, die Schiffe für Wilhelms Invasionsflotte stellten. Bei ihm waren es 30. Walter war einer von zwei, die das Privileg erhalten hatten, Wilhelms Standarte in der Schlacht zu tragen, sich jedoch respektvoll weigerten: obwohl er bereits ein älterer, weißhaariger Krieger war, wollte er mit beiden Händen frei kämpfen. Als Belohnung für seine Teilnahme erhielt Gautier die Baronie Long Crendon, mit 107 Gütern, davon 48 in Buckinghamshire,
Wann Gautier gestorben ist, ist nicht überliefert, bekannt ist, dass sein Sohn Walter vor 1085 seine Nachfolge angetreten hatte.

## Familie
Gautier war mit Ermengarde, Tochter von Gérard Flaitel verheiratet. Ihre Kinder waren:
- Walter Giffard, 1. Earl of Buckingham.[4]
- William Giffard, Bischof von Winchester.[17][18]
- Rohese Giffard († nach 1113), ⚭ Richard Fitz Gilbert, Lord of Clare.[4]
- Lora Giffard, ⚭ Sir Robert de Hampden.